# Mau-Tsai Liu
Mau-Tsai Liu (* 7. November 1914 in Jinzhou; † 23. März 2007) war ein chinesischer Sinologe.

## Leben
Ab 1950 war Lektor für Chinesisch und Japanisch an der Universität Göttingen. Er studierte Sinologie, Indologie und Völkerkunde. 1956 wurde er promoviert. 1959 wechselte er als Lektor an die Universität Bonn. Nach der Habilitation 1966 für das Fach Sinologie war er von 1967 bis 1980 Professor für Sinologie in Hamburg.